# Hypokopelates obscura
Hypokopelates obscura är en fjärilsart som beskrevs av Bethune-Baker 1914. Hypokopelates obscura ingår i släktet Hypokopelates och familjen juvelvingar. Inga underarter finns listade i Catalogue of Life.

## Bildgalleri

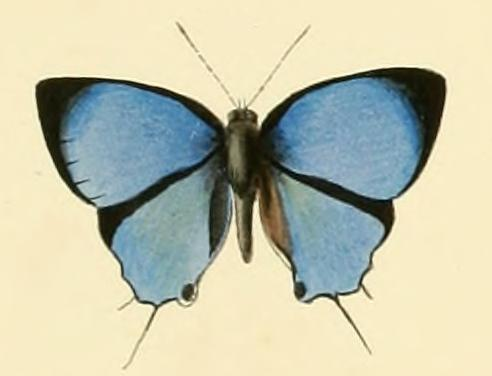